# Jessica Hull
Jessica Hull (ur. 22 października 1996) – australijska lekkoatletka, specjalizująca się w biegach średnio i długodystansowych. 12 lipca 2024 podczas mityngu Diamentowej Ligi w Monako ustanowiła rekord świata w biegu na 2000 metrów. Olimpijka z Paryża 2024, gdzie zdobyła srebrny medal w biegu na 1500 metrów. Trzy lata wcześniej na imprezie tej samej rangi była jedenasta. Brązowa medalistka halowych mistrzostw świata (2025). Jessica Hull jest również brązową medalistką Mistrzostw Świata w Biegach Przełajowych 2023 w sztafecie mieszanej 4x2 km.

## Osiągnięcia
| Rok  | Zawody                                    | Miejsce    | Rezultat        | Konkurencja              | Wynik    | Źródło |
| ---- | ----------------------------------------- | ---------- | --------------- | ------------------------ | -------- | ------ |
| 2014 | Mistrzostwa Świata Juniorów               | Eugene     | 7               | Bieg na 3000 metrów      | 9:08,85  | [ 6 ]  |
| 2015 | Mistrzostwa Świata w Biegach Przełajowych | Guiyang    | 69              | Bieg juniorek            | 23:11    | [ 7 ]  |
| 2019 | Mistrzostwa Świata                        | Doha       | 8 (półfinały)   | Bieg na 1500 metrów      | 4:01,80  | [ 8 ]  |
| 2021 | Igrzyska Olimpijskie                      | Tokio      | 11              | Bieg na 1500 metrów      | 4:02,63  | [ 4 ]  |
| 2022 | Halowe Mistrzostwa Świata                 | Belgrad    | 6               | Bieg na 3000 metrów      | 8:44,97  | [ 9 ]  |
| 2022 | Mistrzostwa Świata                        | Eugene     | 7               | Bieg na 1500 metrów      | 4:01,82  | [ 10 ] |
| 2022 | Igrzyska Wspólnoty Narodów                | Birmingham | 8               | Bieg na 1500 metrów      | 4:07,31  | [ 11 ] |
| 2023 | Mistrzostwa Świata w Biegach Przełajowych | Bathurst   | 3               | Sztafeta mieszana 4x2 km | 23:26    | [ 5 ]  |
| 2023 | Mistrzostwa Świata                        | Budapeszt  | 26 (eliminacje) | Bieg na 5000 metrów      | 15:15,89 | [ 12 ] |
| 2023 | Mistrzostwa Świata w Biegach Ulicznych    | Ryga       | 5               | Bieg na milę             | 4:32,45  |        |
| 2024 | Halowe Mistrzostwa Świata                 | Glasgow    | 4               | Bieg na 3000 metrów      | 8:24,39  | [ 13 ] |
| 2024 | Igrzyska olimpijskie                      | Paryż      | 2               | Bieg na 1500 metrów      | 3:52,56  | [ 14 ] |
| 2025 | Halowe Mistrzostwa Świata                 | Nankin     | 3               | Bieg na 3000 metrów      | 8:38,28  |        |